# Kazakhstania
Kazakhstania hay còn gọi là Khối Kazakhstan là một khu vực lục địa nhỏ nằm bên trong của châu Á ngày nay. Nó bao gồm các khu vực ở phía bắc và đông biển Aral, phía nam của nền cổ Siberia và phía tây của dãy núi Altai và hồ Balkhash. Về mặt chính trị, nó bao gồm phần lớn Kazakhstan và có tổng diện tích khoảng 1,3 triệu km². Bồn địa Junggar (Chuẩn Cát Nhĩ) ở Tân Cương, Trung Quốc cũng là một phần của Kazahstania, mặc dù đôi khi được nói tới như là Khối Junggar.
Người ta tin rằng Kazakhstania ngày nay chủ yếu là sự cắt dán của các vòng cung đảo núi lửa Tiền Cổ sinh và một vài địa thể lục địa nhỏ. Các kiểu địa hình này đã kết nối lại cùng nhau trong kỷ Ordovic để tạo thành một lục địa cô lập vào thời gian đó. Trong kỷ Than đá và kỷ Permi, lục địa Siberia đã va chạm với Kazakhstania để tạo thành dãy núi Altai, sau đó lục địa Baltica cũng va chạm với khối này trong kiến tạo sơn Ural, tạo ra nền tảng cho phần lớn đại lục Á-Âu ngày nay.
Kazakhstania là tương đối phẳng: chỉ có ở phía đông gần Karaganda là địa hình vùng núi và các ngọn núi tại đó cũng chỉ nổi cao không quá 1.565 m (5.130 ft) trong khu vực dãy núi Tarbagatay. Mặc dù phần lớn lãnh thổ của Kazakhstania là khô cằn và trên thực tế không có nước chảy từ khu vực ra biển cả, nhưng ở đây có một lượng lớn trâu, bò, cừu và lạc đà hai bướu gặm cỏ trên các vùng đồng cỏ che phủ phần lớn khu vực này ngày nay. Kazakhstania là quá khô cằn để có thể có sự băng hà hóa lớn trong kỷ đệ Tứ. Kazakhstania chứa khoảng một phần tư trữ lượng đã được khẳng định về urani của thế giới và cũng là một trong số các nguồn hàng đầu thế giới về quặng chì, kẽm, antimon. Ở ranh giới phía nam, trong khu vực vùng trũng Turan là các trầm tích lớn chứa hơi đốt hình thành từ kết quả sự va chạm của nó với mảng Ấn Độ.